# 奇烏雷區
奇烏雷區（葡萄牙語：Chiúre），是莫桑比克的行政區，位於該國北部，由德爾加杜角省負責管轄，首府設於奇烏雷，面積5,439平方公里，2015年人口248,381，人口密度每平方公里46人。